# Войната е опиат
„Войната е опиат“ (на английски: The Hurt Locker) е американски военен филм от 2008 г., режисиран от Катрин Бигълоу. Представен е на 4 и 8 септември 2008 г. на фестивалите съответно във Венеция и Торонто, а в България е показан в рамките на Sofia Independent Film Festival през 2010 г.

## Награди и номинации
| Категория                                     | Номиниран(и)                                  | Резултат               |
| Оскар (7 март 2010 г.)                        | Оскар (7 март 2010 г.)                        | Оскар (7 март 2010 г.) |
| --------------------------------------------- | --------------------------------------------- | ---------------------- |
| Най-добър филм                                | Най-добър филм                                | награда                |
| Най-добър филмов монтаж                       | Най-добър филмов монтаж                       | награда                |
| Най-добър звук                                | Най-добър звук                                | награда                |
| Най-добър звуков монтаж                       | Най-добър звуков монтаж                       | награда                |
| Най-добър режисьор                            | Катрин Бигълоу                                | награда                |
| Най-добър оригинален сценарий                 | Марк Боул                                     | награда                |
| Най-добра кинематография                      | Бари Акройд                                   | номинация              |
| Най-добра филмова музика                      | Марко Белтрами Бък Сандърс                    | номинация              |
| Най-добра мъжка роля                          | Джеръми Ренър                                 | номинация              |
| Награда на БАФТА (21 февруари 2010 г.)        |                                               |                        |
| Най-добър филм                                | Най-добър филм                                | награда                |
| Най-добър филмов монтаж                       | Най-добър филмов монтаж                       | награда                |
| Най-добър звук                                | Най-добър звук                                | награда                |
| Най-добра режисура                            | Катрин Бигълоу                                | награда                |
| Най-добър оригинален сценарий                 | Марк Боул                                     | награда                |
| Най-добра кинематография                      | Бари Акройд                                   | награда                |
| Най-добри специални визуални ефекти           | Най-добри специални визуални ефекти           | номинация              |
| Най-добър актьор в главна роля                | Джеръми Ренър                                 | номинация              |
| Златен глобус (17 януари 2010 г.)             |                                               |                        |
| Най-добър филм – драма                        | Най-добър филм – драма                        | номинация              |
| Най-добър режисьор                            | Катрин Бигълоу                                | номинация              |
| Най-добър сценарий                            | Марк Боул                                     | номинация              |
| Сателит (20 декември 2009 г.)                 |                                               |                        |
| Най-добър филм – драма                        | Най-добър филм – драма                        | награда                |
| Най-добър филмов монтаж                       | Най-добър филмов монтаж                       | награда                |
| Най-добър режисьор                            | Катрин Бигълоу                                | награда                |
| Най-добър актьор в драматичен филм            | Джеръми Ренър                                 | награда                |
| Най-добър оригинален сценарий                 | Марк Боул                                     | номинация              |
| Сатурн (24 юни 2010 г.)                       |                                               |                        |
| Най-добър екшън, приключенски или трилър филм | Най-добър екшън, приключенски или трилър филм | номинация              |
| Най-добър режисьор                            | Катрин Бигълоу                                | номинация              |
| Емпайър (28 март 2010 г.)                     |                                               |                        |
| Най-добър филм                                | Най-добър филм                                | номинация              |
| Най-добър трилър филм                         | Най-добър трилър филм                         | номинация              |
| Най-добър режисьор                            | Катрин Бигълоу                                | номинация              |

## Български дублаж
| Озвучаващи артисти  | Елена Русалиева Димитър Иванчев Николай Николов Владимир Колев Чавдар Монов |
| Преводач            | Пламен Узунов                                                               |
| Тонрежисьор         | Цветан Дацов                                                                |
| Режисьор на дублажа | Михаела Минева                                                              |